# Jonas Sörling
Jonas Sörling, född 26 april 1669 i Sörby socken, död 6 december 1735 i Hovs socken, var en svensk präst i Hovs församling.

## Biografi
Sörling föddes 26 april 1669 i Sörby socken. Han var son till bonden Per. Sörling blev 1695 student vid Uppsala universitet. Han prästvigdes 24 maj 1701 och blev komminister i Appuna församling. Sörling blev 1716 kyrkoherde i Hovs församling. Han avled 6 december 1735 i Hovs socken.

### Familj
Sörling gifte sig 12 oktober 1702 med Catharina Storck (1681-1734). Hon var dotter till kyrkoherden Johannes Storck och Zippora Andersdotter Lenberg i Hovs församling. De fick tillsammans barnen komministern Petrus Sörling (1703–1739) i Ödeshögs församling, hovrättskommisarien Jacob Sörling (1707–1778), Lisa Catharina Sörling (1708–1790) som var gift med kyrkoherden Petrus Regnér i Mjölby församling, lantbrukaren Johannes Sörling (1711–1758), vaktmästaren Emanuel Sörling (1715–1752) vid Vadstena krigsmanshus och byggmästaren Fredrik Sörling (född 1718).